# 默西亞 (羅馬行省)

下默西亚行省在罗马帝国中的位置

默西亚（希腊语：Μοισία，拉丁语：Moesia），东南欧巴尔干半岛历史上的地区名，位于今塞尔维亚大部，北馬其頓北部、保加利亚北部和羅馬尼亞東南部，该地区得名于曾居住在这里的一支色雷斯人部落默西人。
默西亚曾經是罗马帝国的行省，公元前28年被罗马帝国征服，最初僅為馬其頓行省下轄的軍事區，公元6年巴通尼亞戰爭開始時首次提及該行省總督。公元85年默西亞行省被分為上默西亞行省（今塞爾維亞大部、北馬其頓北部）和下默西亞行省（今保加利亞北部、羅馬尼亞東南部），均屬財政官管理的元首行省。